# Teodora (moglie di Giustiniano)
Teodora (in greco medievale: Θεοδώρα; in latino Theodora; 500 circa – Costantinopoli, 28 giugno 548) è stata un'imperatrice bizantina. Dopo aver trascorso per anni una vita attorno alla quale ci sono diverse interpretazioni, divenne moglie dell'imperatore Giustiniano I, assieme al quale regnò, in parte collaborando nella gestione del potere. La sua personalità viene vista in doppia luce da Procopio di Cesarea, che da una parte ne esalta in talune sue opere l'effetto benefico, dall'altra, nella sua Storia segreta, ne vede esclusivamente il lato negativo, descrivendone la giovinezza dissoluta come attrice del circo e prostituta, prima della sua conversione e del matrimonio con l'erede imperiale. Teodora morì forse a causa di una forma di cancro, in quello che sarebbe uno dei primi casi documentati, nel 548.
Il nome di Teodora resta legato nel campo dell'arte a numerosi monumenti, quali la ricostruzione giustinianea di Hagia Sophia e la basilica di San Vitale a Ravenna.
Teodora e il marito Giustiniano sono entrambi venerati dalla Chiesa ortodossa e dalle Chiese ortodosse orientali.

## Biografia

### Origini e conversione religiosa
Secondo Niceforo Callisto Xanthopoulos, Teodora nacque sull'isola di Cipro, mentre secondo quanto riportato dalla Patria Costantinopolitana sarebbe stata invece originaria della Paflagonia, da cui si sarebbe poi trasferita a Costantinopoli per lavorare come filatrice di lana. Stando invece ad una tradizione siriaca vicina agli ambienti monofisiti, sarebbe stata originaria della Siria, oltreché figlia di un pio sacerdote monofisita, e durante un viaggio verso Costantinopoli avrebbe incontrato e quindi sposato Giustiniano.
Tralasciando le tradizioni varie, molto probabilmente Teodora nacque a Costantinopoli intorno all'anno 500. Era figlia di Acacio e di una donna il cui nome rimane sconosciuto e aveva due sorelle: Comitò, la primogenita, e Anastasia, la più giovane. Acacio lavorava nell'Ippodromo di Costantinopoli ed era il custode degli animali per la fazione dei Verdi, la madre era un'attrice e danzatrice; questi ruoli implicavano all'epoca anche l'impegno in spettacoli licenziosi. Quando Acacio morì, in una data incerta ma durante il regno dell'imperatore Anastasio I, la madre di Teodora si risposò con un uomo vicino alla fazione dei Verdi affinché egli ricevesse l'incarico dalla fazione appartenuto ad Acacio e potesse così mantenere la famiglia e le figlie. L'incarico, comunque, fu dato ad un'altra persona e la famiglia di Teodora si trovò quasi in rovina.
Procopio riferisce che la madre portò le figlie vestite da supplici, con ghirlande sul capo e in mano, a sedersi nell'Ippodromo quando questo era pieno. I Verdi non le presero neppure in considerazione, ed esse si rivolsero pertanto alla fazione opposta, quella degli Azzurri, che invece venne loro incontro. Gli Azzurri, per far dispetto ai Verdi, poiché anche loro erano in necessità di un guardiano degli animali, affidarono l'incarico proprio al patrigno di Teodora. Del patrigno non verrà narrato più nulla.
La madre iniziò Comitò, già in età adulta, alla professione d'attrice e Teodora le fece seguito prima nell'aiutare la sorella, poi concedendosi a schiavi in rapporti «contro natura». I dettagli che Procopio riporta riguardanti gli atti, sessuali e non, a cui si concedeva Teodora, definita dallo storico "prostituta", sono molti e minuziosi:
(Storia segreta, capitolo XIV)
Procopio racconta anche che a causa della sua professione, nel 517 Teodora ebbe un figlio, poi chiamato Giovanni, da un uomo rimasto ignoto. Poiché se ne disinteressò, il padre lo portò in Arabia e lì lo crebbe fino a quando, sul punto di morte e quando già Giustiniano era imperatore, non gli rivelò che l'imperatrice fosse in realtà sua madre. Giovanni l'anno successivo fece visita alla madre ed ella lo affidò alle cure di una persona fidata temendo la reazione di Giustiniano. Sempre durante questo periodo, ebbe una figlia, di cui si prese più cura e a cui cercò di assicurare, una volta divenuta imperatrice, lo sposalizio con una persona importante.
Verso il 518, Teodora fece conoscenza con Ecebolo che la portò nella Libia Pentapoli, provincia della quale era governatore. Qui i due rimasero insieme fino a quando Ecebolo non la cacciò e Teodora cadde in miseria, ora costretta a vagare per tutta la costa africana verso oriente. Durante il viaggio verso l'Egitto ella si mantenne ritornando a prostituirsi, ma giunta ad Alessandria d'Egitto incontrò vari esponenti religiosi tra cui il patriarca monofisita Timoteo III (in carica dal 517 al 535) e il teologo monofisita Severo di Antiochia.
Nel suo viaggio di ritorno a Costantinopoli, Teodora si fermò anche ad Antiochia e qui conobbe una ballerina di nome Macedonia che era amica di Giustiniano, all'epoca non ancora imperatore, che affidò a Macedonia il compito di delatrice nei confronti di notabili ricchi; ad essi venivano espropriati i beni.

### Ritorno a Costantinopoli e incontro con Giustiniano
Dopo l'esperienza religiosa e il pellegrinaggio in oriente, le fonti non riportano più niente di Teodora prostituta ed attrice. Probabilmente nel 522 Teodora, forse anche con l'aiuto di Macedonia, fece conoscenza di un uomo di venti anni più anziano di lei e nipote dell'allora imperatore Giustino I, Giustiniano. Colpito dalla sua bellezza, Giustiniano dapprima la tenne come amante elevandola al grado di patrizia, titolo che le portò molta potenza e molta ricchezza.
I due non riuscirono subito a sposarsi poiché la zia di Giustiniano, cioè la moglie dell'imperatore Giustino, Eufemia, saputo del passato scandaloso di Teodora, persuase il marito a non concedere il via libera alle nozze. La situazione si sbloccò quando, in una data anteriore al 527, Eufemia morì e Giustino, avendo quasi perse le facoltà mentali, fu persuaso dal nipote a cambiare la normativa. Infatti la legge impediva ad un notabile come Giustiniano il matrimonio con un'attrice come Teodora. Giustino modificò la normativa imponendo un'approvazione imperiale per il matrimonio tra attrici pentite e qualunque cittadino; estese la possibilità di sposarsi senza restrizioni anche alle possibili figlie illegittime delle attrici.

### Teodoraaugusta

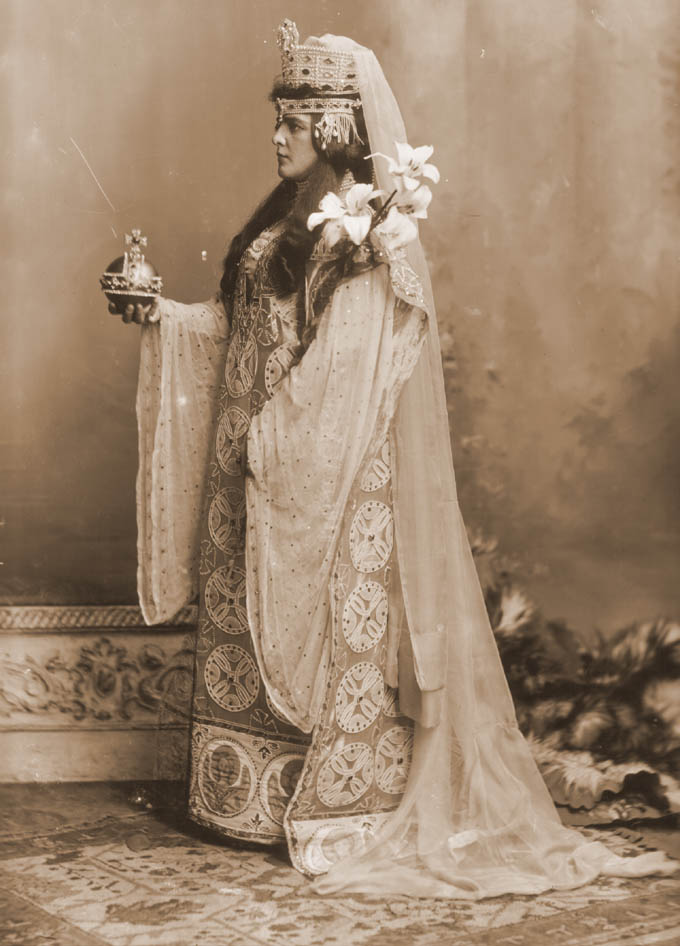
Lady Randolph Churchill, nelle vesti dell'imperatrice Teodora, nel 1897.

Nel 527 la salute di Giustino si deteriorò velocemente e Giustiniano fu nominato co-imperatore il 1º aprile, rimanendo l'unico in carica alla morte dello zio il 1º agosto dello stesso anno. Subito dopo che Giustiniano fu acclamato dalla folla, il nuovo imperatore ritornò a palazzo e incoronò Teodora conferendole il titolo di Augusta. Teodora però si rivelò subito diversa dalle altre imperatrici consorti. Pur condividendo l'origine simile a quella di Eufemia, questa non si interessò mai di politica intervenendo in pochissimi casi, uno è quello del matrimonio del nipote con Teodora. Teodora invece iniziò fin da subito ad imporre la sua visione delle cose nelle questioni di corte, militari e religiose, che non sempre erano in linea con quelle del marito Giustiniano.
Una prima prova la coppia la diede nella sua azione durante la rivolta di Nika, quando dovettero affrontare il problema politico di ridimensionare le fazioni, soprattutto quella degli Azzurri, la cui impunità essi stessi avevano da sempre garantito. Negli eventi, dove Giustiniano si mostrava più pavido, pensando di fuggire attraverso il suo porto privato, fu Teodora a reagire con forza a riprendere il potere in mano. Ella, pronunciando un discorso quando la rivolta pareva vittoriosa, convinse il marito a desistere e a combattere in quanto «...il trono è un glorioso sepolcro e la porpora è il miglior sudario». Quando Giustiniano si ritirò spaventato dal circo dopo essere stato interrotto nel suo discorso pacificatore da parte di Azzurri e Verdi in rivolta, rischiando l'usurpazione, Teodora lo spinse a reagire con forza, inviando Belisario e i soldati a sedare violentemente la ribellione. Circa 35.000 rivoltosi che avevano messo a ferro e fuoco la città e assediato anche il palazzo imperiale, furono massacrati allo stadio e per le strade dai militari di Narsete e Belisario. Giustiniano salvò il trono e Belisario divenne magister militum. Teodora fece infine ricostruire la basilica di Santa Sofia distrutta dai disordini.

#### La questione monofisita
Un altro problema nel quale la complementarità tra queste due personalità ebbe a dare i suoi effetti fu quello della questione monofisita.
Al dissidio religioso corrispondevano le tendenze separatiste delle province orientali, che già dal secolo precedente si erano manifestate nella usuale forma del dissenso religioso rispetto all'ortodossia, allora trovando comprensione in Zenone. Quell'imperatore, promulgando l'"Henotikon", era arrivato al compromesso coi monofisiti, benché a prezzo dalla parte opposta dello scisma con Roma.
La complementarità della coppia Giustiniano-Teodora emerge nel ruolo svolto dall'imperatrice con la protezione data alla parte che avrebbe dovuto essere repressa, e grazie a questa sua azione si poté mantenere l'unità imperiale. Teodora era di fede monofisita, ed in questo campo si mostrò più realistica del marito, del quale modificò la politica con esiti favorevoli per l'Oriente, al prezzo di un'ulteriore incomprensione da parte della Chiesa dell'Occidente. Sfruttando la sua influenza sul marito Giustiniano I, Teodora fece sì che all'interno dell'Impero si instaurasse un clima di convivenza tra gli ortodossi, detti anche duofisiti, e i monofisiti. Un esempio lampante è la promulgazione dell'editto dei Tre Capitoli che aveva l'obbiettivo di acquietare le dispute religiose, accettando interpretazioni a proposito della natura di Cristo da ambo le parti. Tuttavia questo editto si tradusse nell'omonimo scisma dei Tre Capitoli, che riaprì la contesa religiosa.
Teodora proteggeva i Monofisiti, li nascondeva all'occorrenza, bloccava i procedimenti giudiziari a loro carico. La sua azione accontentava qui i ceti che si potrebbero assimilare ad una classe borghese all'interno dell'Impero, mentre il marito accontentava quelli aristocratici. La loro divenne in pratica una politica bifronte svolta dai due vertici al potere, capace di bilanciare le due forze sociali vitali dell'impero. Giustiniano ne ricavava il beneficio di non farsi catturare da alcuno dei ceti in lizza, potendoli dominare entrambi, e in un paese stanco di violenze e lotte sociali, terrorizzato dalle pressioni di barbari e Persiani, mostrò di essere l'uomo giusto, come testimonia Pietro Patrizio, trattatista politico dell'epoca. Il contributo di Teodora in questa politica si evidenzia dal momento della sua morte, quando il consorte rimase solo, ed in effetti la sua capacità politica si ritrovò dimezzata nei suoi ultimi anni.

#### Amicizia con Antonina
Teodora era amica di Antonina, moglie del generale Belisario. Antonina le fu utile per far cadere in disgrazia nel 541 Giovanni di Cappadocia, prefetto del pretorio d'Oriente. Teodora odiava Giovanni, e Antonina, sapendolo, decise di farle un favore proponendo a Giovanni di organizzare una congiura contro Giustiniano. Giovanni, desideroso di salire al potere, accettò e i due stabilirono un luogo dove discutere sulla congiura. Tutto ciò però era una trappola di Antonina, che rivelò a Teodora la congiura e il luogo dove si sarebbero incontrati. L'imperatrice inviò quindi due uomini, tra cui l'eunuco Narsete, ad ascoltare di nascosto l'incontro, e non appena udirono che Giovanni aveva intenzione di tramare contro il suo imperatore cercarono di catturarlo, ma il prefetto riuscì a fuggire. La conseguenza di tutto ciò è che Giovanni cadde in disgrazia e fu privato delle sue cariche e delle sue ricchezze.
Teodora fu molto grata ad Antonina e le ricambiò il favore quando la moglie di Belisario, in quanto rea di adulterio, venne segregata dal generale, che era in Oriente per combattere i Persiani. Teodora richiamò Belisario e Antonina a Costantinopoli, costrinse Belisario a perdonare la moglie e, tramite torture, riuscì a scoprire dove il figliastro di Belisario, Fozio, aveva segregato Teodosio, l'amante di Antonina, rapito per punirlo per l'adulterio. Teodosio fu liberato e restituito ad Antonina, che ringraziò l'imperatrice per averla ricongiunta con l'amante.
Successivamente (543) Teodora accusò Belisario e Buze, due generali, di aver detto che non avrebbero accettato un secondo Giustiniano se l'Augusto fosse morto. Teodora percepiva in quelle parole una trasparente allusione a lei e processò i due generali: Buze venne segregato nelle temibili prigioni di Teodora, da dove uscì dopo alcuni anni fisicamente distrutto, mentre a Belisario andò meglio: venne privato delle sue ricchezze. Poi però Teodora perdonò Belisario con una lettera in cui disse che gli restituiva gli onori e le ricchezze in quanto amica della moglie.
Antonina partì con il marito per cercare di sconfiggere i Goti di Totila, durante il tentativo di Giustiniano di restaurare il governo romano in Occidente. Secondo la Storia segreta di Procopio, la cui attendibilità è attualmente al vaglio degli storici, in quel periodo Teodora aveva intenzione di uccidere il generale Giovanni, reo di essersi sposato senza il permesso imperiale, e chiese, ad Antonina di ucciderlo. Giovanni, venutone a conoscenza della congiura, si rifiutò di raggiungere Belisario a Roma. Belisario, ritrovatosi privo di sostegno, cercò di sfruttare l'amicizia tra la moglie e l'imperatrice per ottenere nuovi rinforzi, inviando Antonina a Costantinopoli ma quando questa arrivò Teodora era già morta.

### Morte
Sopravvissuta alla devastante peste di Giustiniano, Teodora morì cinquantenne nel 548, forse di cancro al seno, e si dice che la sua morte fosse stata presagita dallo spezzarsi di una colonna. Il suo corpo è stato inumato nella chiesa dei Santi Apostoli, a Costantinopoli, oggi non più esistente, luogo di sepoltura di tutti gli imperatori d'Oriente. Giustiniano non si risposerà più, onorando negli anni la moglie con numerose cerimonie e processioni nella basilica.

## Credo religioso
Teodora, a differenza di Giustiniano, fedele all'ortodossia cattolica, aveva idee monofisite. Si narra appunto che un religioso monofisita sia stato protetto da lei e fatto riparare per dodici anni in una stanza segreta del gineceo imperiale. Di fatto l'imperatrice rappresentò la mano benevola verso questa corrente, mentre il marito voleva mantenere la linea dura. Procopio, nella visione negativa che ne fornisce nella Storia segreta, dice che in realtà era una tattica dei due imperatori, che in reciproco accordo potevano machiavellicamente mostrare ora un atteggiamento duro ed ora uno accondiscendente. Probabilmente si era trattato di un costante accordo in base alla forza delle due personalità, che tra loro potevano mantenere opinioni avverse che poi venivano ad adattare anche alle esigenze politiche del momento.

## Iniziative militari
Secondo Procopio, Teodora ebbe un ruolo di primo piano, tramite l'amicizia con Antonina, moglie di Belisario, nella guerra gotica. Sarebbe stata di Teodora infatti l'iniziativa di sostituire (e poi uccidere, insinua Procopio) il santo papa Silverio con papa Vigilio nel 537.

## Teodora nell'eredità storica culturale

### Teodora nell'arte

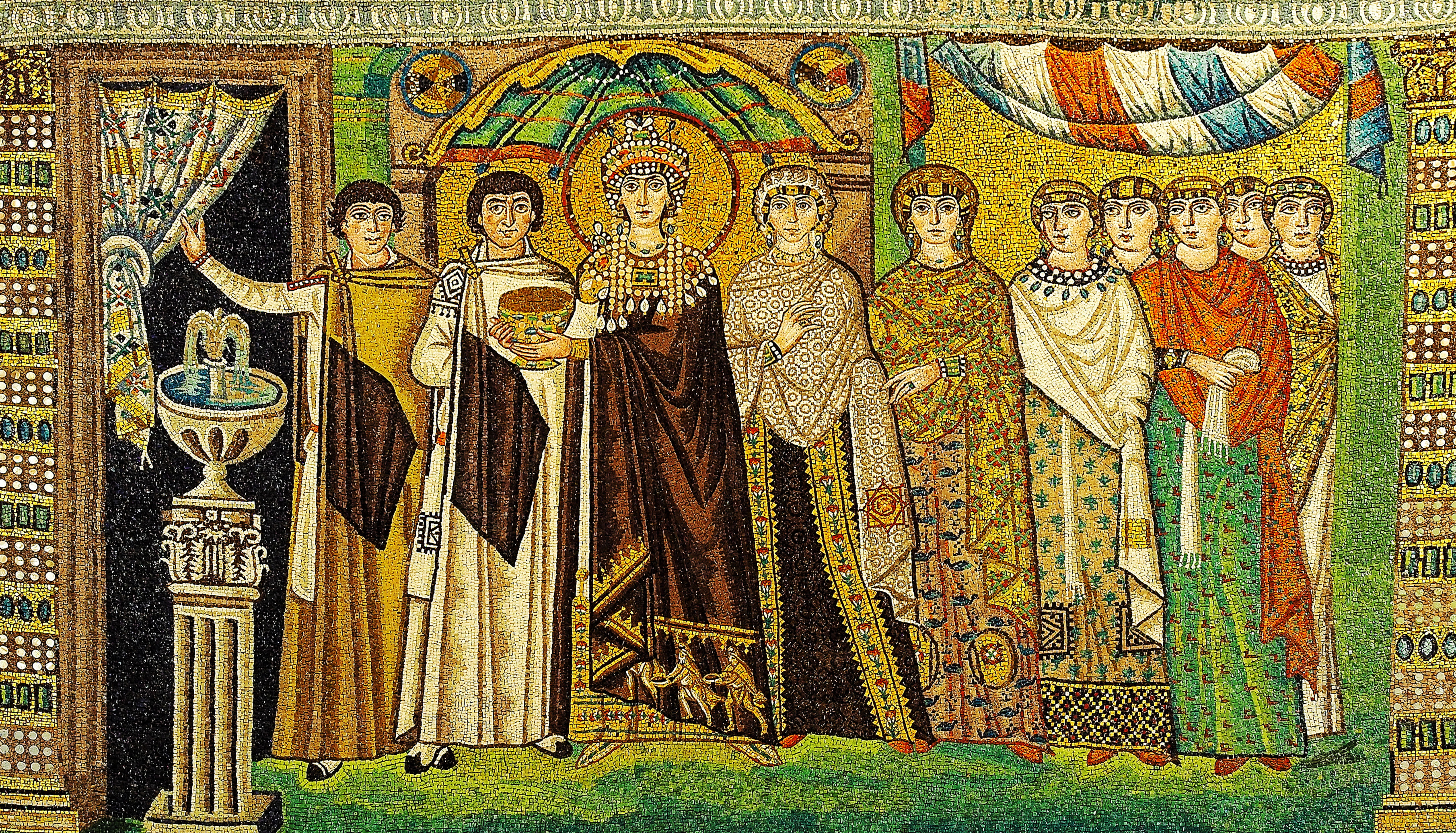
L'imperatrice Teodora e la sua corte, basilica di San Vitale, Ravenna, VI secolo.

Il più famoso ritratto di Teodora è un mosaico che si trova all'interno della basilica di San Vitale a Ravenna. L'imperatrice è raffigurata con un elaborato diadema di oro e perle, mentre porge un calice, come offerente, verso l'altare della chiesa. L'elemento dell'offerta è richiamato anche dalle immagini dei Magi che ornano il mantello purpureo. Dietro di lei vengono le sorelle e le ancelle, tutte riccamente vestite e ingioiellate. Due servitori la assistono, nei pressi di un edificio decorato da una fontana, forse il palazzo imperiale.
Altri ritratti che dovevano esistere a Costantinopoli vennero sistematicamente cancellati durante il periodo dell'iconoclastia (VIII secolo). 
Non esistono quadri rinascimentali che ritraggono l'imperatrice in quanto in quell'epoca essa era sconosciuta. Gli Anekdota di Procopio di Cesarea che ci tramandano della sua figura e della sua opera furono pubblicati solo nel Seicento. 
Teodora è inoltre il soggetto di un quadro di Milo Manara.

### Teodora nei media
Teodora è apparsa in opere artistiche, letterarie, teatrali e cinematografiche. 
- Il successo conseguito dall'opera teatrale Théodora di Victorien Sardou, rappresentata per la prima volta a Parigi nel 1884, contribuì largamente a diffonderne l'immagine di imperatrice lasciva e corrotta che tuttora perdura nell'immaginario collettivo, benché sia almeno in parte contestata da storici come il Diehl, che condannò l'«intollerabile deformazione letteraria» ad opera del drammaturgo.[27]

- Nonostante il regime fascista in Italia avesse cercato di rivalutare Teodora, nel secondo dopoguerra le opere di finzione relative all'imperatrice tornarono a diffonderne un'immagine negativa.[28] Tra queste spicca il fumetto erotico Teodora, mensile pubblicato dal marzo 1970 al gennaio 1974.[28]

- Nel 1964 il regista Riccardo Freda diresse un film incentrato sulla sua figura, intitolato semplicemente Teodora.

- Complice l'immagine distorta di Teodora come donna di facili costumi diffusasi nell'immaginario collettivo, il cantautore Francesco Guccini, nel testo della canzone Bisanzio, allude a lei e a Giustiniano I in termini negativi («Di quest'imperatore sposo di puttana»)

- Il romanzo O bizantino di Miguel M. Abrahao ha per protagonisti Teodora e Giustiniano.

## Curiosità
- Totò, che si considerava discendente diretto della dinastia di Bisanzio dei Comneni, si riferiva scherzosamente al passato licenzioso di sua "zia" Teodora con epiteti che si rivolgono a donne di malaffare.[28]

### Fonti antiche
- Procopio, Storia segreta, in Opere, traduzione di Giuseppe Compagnoni, tomo I, Milano, Sonzogno, 1828.

### Fonti contemporanee
- Francesca Allegri, Fuori dall'ombra, Carmignani Editrice, 2017.
- Hans-Georg Beck, Lo storico e la sua vittima. Teodora e Procopio, traduzione di Nicola Antonacci, Collana Quadrante n.19, Roma-Bari, Laterza, 1988, ISBN 88-420-3254-9.
- Robert Browning, Giustiniano e Teodora, Librex Editore, 1974.
- J. B. Bury, History of the later Roman Empire, Vol. 2, New York (ristampa), 1958, ISBN 0-486-20399-9.
- Paolo Cesaretti, Teodora. Ascesa di un'Imperatrice, Collezione Le Scie, Milano, Mondadori, 2001, ISBN 88-04-49950-8.
- Giuseppe D'Anna, Teodora, l'Imperatrice dal passato equivoco, Milano, De Vecchi Editore, 1967.
- Huguette De Lancker, Teodora, Imperatrice d'Oriente, trad. Lea Casini, Collana Uomini e Tempi n.17, Gherardo Casini Editore, Roma, 1969; Collezione Fatti e Figure n.52, Club degli Editori, Milano, 1975.
- Charles Diehl, Figure bizantine, introduzione di Silvia Ronchey, Torino, Einaudi, 2007  [1927], ISBN 978-88-06-19077-4, OCLC 799807274.
- Charles Diehl, Teodora. Imperatrice di Bisanzio, trad. Giuseppe Bertoni, Giulio Beltrami, Firenze, I ed. gennaio 1939.
  - id., Teodora. Imperatrice di Bisanzio, trad. G. Schilardi, Collana Il vello d'oro, Argo, 2014, ISBN 978-88-8234-199-2.
  - id., Teodora. Imperatrice di Bisanzio, trad. A. Fattorini, Collana Ritratti, Castelvecchi, Roma, 2014, ISBN 978-88-6826-766-7.
- Francis Fèvre, Teodora, Imperatrice di Bisanzio, traduzione di L. Pellizzari, Collana Le Vite, Milano, Rusconi, 1985, ISBN 88-18-23007-7.
- (EN) Edward Gibbon, Decline and Fall of the Roman Empire, volume 4, cap. 40.
- Harold Lamb, Teodora, trad. Andrea Dal Fiume, Collana Donne celebri, Dall'Oglio Editore, Milano, I ed. 1960 - 1968.
- (EN) John Robert Martindale, The Prosopography of the Later Roman Empire, vol. 2, Cambridge, Cambridge University Press, 1980, ISBN 0-521-20159-4.
- (EN) John Robert Martindale, The Prosopography of the Later Roman Empire, vol. 3, Cambridge, Cambridge University Press, 1992, ISBN 0-521-20160-8.
- Giorgio Ravegnani, Teodora, Roma, Salerno Editrice, 2016, ISBN 978-88-6973-149-5.
- Aida Stoppa, Teodora e il potere [racconto], in Aida Stoppa, Sette universi di passione, Colledara, Te, Andromeda, 2004, pp. 36–62.
- Francesca Minguzzi, Io Teodora. Memoria di una Imperatrice (romanzo) Editore Enciclopedia delle donne 2019